# Akiane Kramarik
Akiane Kramarik (født 9. juli 1994 i Mount Morris, Illinois USA) en amerikansk digter og kunstnerisk vidunderbarn. 
Hendes familie flyttede frem og tilbage i USA mellem Illinois, Missouri, Colorado og Idaho, hvor Akiane oplevede både velstand og dyb fattigdom. Familiens økonomi var ustabil på grund af forældrenes dårlige helbred, og Akiane og hendes søskende var ude for den ene ulykke efter den anden, men som 4-årig havde hun en oplevelse, der vendte op og ned på familiens liv. 
Akiane var opfostret i en ateistisk familie, så hendes mor fik lidt af et chok, da hendes 4-årige datter en dag kom og erklærede, at hun havde talt med Gud og besøgt Himlen. Akiane nægtede at udtale sig yderligere, for hun var overbevist om, at moderen ikke ville forstå det. I stedet gav hun sig til at tegne. 
Det viste sig hurtigt, at Akiane besad et ufatteligt talent. Som 6-årig begyndte hun at male, og familien fik en idé om, at hun muligvis kunne have glæde af at blive undervist i billedkunst af en professionel. Akiane mødte kun op til undervisningen en enkelt gang, før hun kom trampende hjem og sagde, at det ville hun aldrig igen.
"Det var jo snyd!" sagde hun. "Han førte min hånd med penslen rundt på lærredet! Jeg har ikke brug for lærere. Jeg har brug for elever".
Det blev, som hun ville have det, og inden længe gik en håndfuld af kvarterets børn til hendes undervisning.
Akiane malede sit første realistiske billede som 8-årig, et portræt af Jesus, og pludselig begyndte verden at få øjnene op for hendes selvlærte kunststudium. I dag har Akiane udgivet to bøger med sin kunst og sin poesi, hun har været gæst i Oprah Winfreys show, været opdrejningspunkt for en dokumentar på CNN og været medvirkende i adskillige interviews, portrætter og udstillinger. Mennesker over hele verden finder håb og spirituel forståelse i hendes billeder.
Akianes inspiration finder hun i naturen, mennesket, sine drømme og den kontakt, hun påstår at have med Gud. Hendes malerier ligger i dag i prisklassen 100.000 dollars. 
| „ | At sige at Akiane er exceptionelt talentfuld er en alvorlig underdrivelse. Hun er et ungt geni og en spirituel ung dame med en fantastisk gave, som ændrer livet hos alle, der kommer i kontakt med hende | “ |
|   | — Fox Magazine/Fox News |   |